# 10092 Sasaki
10092 Sasaki è un asteroide della fascia principale. Scoperto nel 1990, presenta un'orbita caratterizzata da un semiasse maggiore pari a 2,3973987 UA e da un'eccentricità di 0,1909752, inclinata di 1,77997° rispetto all'eclittica.
L'asteroide è dedicato a Katsuhiro Sasaki, direttore del Dipartimento di Scienze e Ingegneria al National Science Museum di Tokyo.